# Мезодерм
Мезодерм је средишњи клицин лист смештен између ектодерма и ендодерма. Начин образовања мезодерма је различит код различитих типова животиња. Најчешће се образује од ектодерма процесом ингресије. Постоје 2 типа мезодерма, у зависности од тога како се формира: Ентероцелни тип и Телобластички тип. Први је карактеристичан за хемихордате, хордате, и бодљокошце, а други се јавља код свих целоматичних инвертебрата, осим бодљокожаца.

## Преглед
Мезодерм је средњи слој од три клица која се развијају током гаструлације у врло раном развоју ембриона већине животиња. Спољни слој је ектодерм, а унутрашњи слој је ендодерм.
Мезодерм формира мезенхим, мезотелијум, неепителне крвне ћелије и целомоците. Мезодерм формира мишиће у процесу познатом као миогенеза, септа (попречне преграде) и мезентерије (преграде по дужини); и чини део полних жлезда (остало су полне ћелије). Миогенеза је специфично функција мезенхима.
Мезодерм се разликује од остатка ембриона путем међућелијске сигнализације, након чега је мезодерм поларизован организационим центром. Положај организационог центра је заузврат одређен регионима у којима је бета-катенин заштићен од разградње помоћу ГСК-3. Бета-катенин делује као кофактор који мења активност транскрипционог фактора тцф-3 од потискивања до активације, што покреће синтезу генских производа критичних за диференцијацију мезодерма и гаструлацију. Штавише, мезодерм има способност да индукује раст других структура, као што је неурална плоча, прекурзор нервног система.